# Neêrlands Taal
Nêerlands Taal is een liedbundel, samengesteld door Jan Pieter Heije, van 1847.
De bundel werd al in 1853 uitgegeven met als titel: Volks-zangboek voor meerstemmig gezang, met woorden van J.P. Heije; zangwijzen van Nederlandsche toondichtersuitgegeven door P.N. van Kampen te Amsterdam en bevatte Liederen en zangen voor gemengd koor op Zangwijzen van Nederlandsche Toondichters.
Hij bestaat uit twee delen: Het eerste deel bevat stukken van stichtelijken - het tweede van gemengden aard, aldus de samensteller.
Het voorwoord, geschreven door Jan Pieter Heye, eindigt aldus:
Dan zal ik Gode danken dat het mij gegeven was, een belangrijk deel van mijn leven ook op déze wijze te wijden aan het Volk van Nederland en aan de verheerlijking van Nêerlands Taal!.
De bundel van het 2e deel, die 46 liederen bevat inclusief muziek, opent met Een Triomfantelijk Lied van de Zilvervloot. Ook het slotlied is zeer nationalistisch. Bij de vele -ook in deze gemengde bundel- belerende liederen speelt het religieuze aspect (vertrouw op de Heer) een grote rol. Daarnaast zijn er een aantal romantische, sentimentele en ook enkele luimige liederen. Een aantal hiervan komt ook in latere liedbundels terug.
De muziek werd bewerkt door de componisten: Joannes Josephus Viotta, Wilhelmus Smits, Johannes Verhulst, L. van der Wulp, Johannes van Bree, J.Fr. Dupont, A. ten Cate, en K.A. Craeljevanger. 

## Inhoud
Inhoud 2e bundel:
1. De Zilvervloot, met muziek van Joannes Josephus Viotta, nationalistisch
2. De kroeg [1], luimig/belerend
3. Ronde-dans [2], nationalistisch
4. Zang, nationalistisch
5. Thuis, belerend
6. Oudejaars-pret, luimig
7. Van een Oud Vrijertje [3], luimig
8. Vlaggelied [4], nationalistisch
9. Geen Roosje zonder Doornen [5], belerend
10. Opgepast [6], belerend
11. Weesjes Kerkgang [7], belerend
12. De beste Stuurlui [8], belerend
13. De kleine Bloempjes op de Heide, belerend
14. Nederigheid, belerend
15. Houw en Trouw [9], belerend/nationalistisch
16. Van een Aapje, luimig
17. Overal [10], belerend
18. Het Lied der Natuur [11], belerend
19. Winteravond, romantisch/belerend
20. Van eene Herderin [12], luimig
21. Kermispret, [13] belerend
22. Scheiden, sentimenteel
23. In de Haven (Een scheepjen in de haven landt..) [14], luimig
24. Maneschijn, romantisch
25. Weddenschap, luimig/romantisch
26. Goede Moed [15], belerend
27. Tante Klappei [16], luimig
28. Hoop [17], belerend
29. Een nieuw Vogeltje [18], romantisch
30. Des Weesjes Graf, sentimenteel
31. IJdele Spoed, luimig
32. Bloesem en Vrucht, belerend
33. Lentelied [19], sentimenteel/belerend
34. Winterdag, romantisch
35. Al te vroeg, belerend
36. Avondnevel, romantisch
37. Weemoed, romantisch
38. Kerkhof-Bloemen [20], belerend
39. Morgenlied, belerend
40. Regtop, nationalistisch
41. Maanlicht, romantisch
42. Beelden der Jeugd, romantisch/belerend
43. Bij 't Scheiden [21], romantisch
44. Goede Raad, romantisch
45. Duinlied, romantisch
46. Volkslied, nationalistisch